# Praia de Algés
A Praia de Algés é a praia mais perto do centro de Lisboa (9,5 km), tem um areal de extensão mediana ladeado por dois pontões. A Ribeira de Algés desagua sob a forma canalizada junto ao pontão Sudeste. A cerca de 300 metros defronte do areal, na extremidade de outro pontão, encontra-se a Torre VTS (Vessel Traffic System - Controlo do Tráfego Marítimo) do Centro de Coordenação e Controlo Marítimo do Porto de Lisboa - CCCMPL. O edifício, galardoado com o Prémio Municipal de Arquitetura "Conde de Oeiras", foi projetado pelo arquiteto Gonçalo Byrne. 
Esta praia é considerada selvagem por não ter vigilância.
A poluição é a cada ano menos notada, pelo que a água esteja já própria para banhos, apesar de uns pequenos pedaços de madeira existentes.

## Panorama e dimensões
A praia tem cerca de 230 metros de comprimento e um areal atualmente bastante estreito. 
Fica perto do recinto do NOS Alive, portanto a praia é bastante concorrida nas primeiras semanas de julho, devido ao evento.

## Condições de acesso
A praia é acessível pela CRIL, pela Avenida Brasília e pelo Passeio Marítimo de Algés. A Estação de Algés fica a 450 metros da praia.